# Palaeorhiza flavipennis
Palaeorhiza flavipennis är en biart som beskrevs av Hirashima 1978. Palaeorhiza flavipennis ingår i släktet Palaeorhiza och familjen korttungebin. Inga underarter finns listade i Catalogue of Life.